# Peter Frischkorn
Peter Frischkorn, född 28 mars 1903, död 28 mars 1951, var en tysk kriminalsekreterare och SS-Sturmscharführer.

## Biografi

### Andra världskriget
År 1942 tillhörde Frischkorn som medlem av Sicherheitsdienst Einsatzgruppe Griechenland under befäl av Ludwig Hahn.
Frischkorn var under senare delen av andra världskriget knuten till Gestapo i Kassel och ställföreträdare för Erich Engels, som ledde Gestapo-filialen i koncentrationslägret Breitenau, beläget i Guxhagen, omkring 15 kilometer söder om Kassel. Engels beordrade den 30 mars 1945 en exekutionspluton under befäl av Frischkorn att arkebusera 28 lägerfångar. Av dessa var 9 ryska krigsfångar, 9 ryska tvångsarbetare, 10 franska motståndskämpar och 2 nederländare.
I februari 1947 utlämnades Frischkorn av amerikanska myndigheter till Polen för att där ställas inför rätta tillsammans med fem andra misstänkta krigsförbrytare: Reinhold Aust, Erich Engels, Kurt Knigge, Hans Lütje och Erich Mamsch. Frischkorn anklagades för massmord i Kassel-Wehlheiden och för att ha tillhört och verkat inom den kriminella organisationen Gestapo, såväl i Tyskland som i ockuperade områden. Frischkorn dömdes till döden i januari 1950 och avrättades året därpå.
De åtalade
| Namn             | Dom                                                          |
| ---------------- | ------------------------------------------------------------ |
| Peter Frischkorn | Dödsstraff; avrättad                                         |
| Reinhold Aust    | 8 års fängelse; frisläppt 1955                               |
| Erich Engels     | Dödsstraff; avrättad                                         |
| Kurt Knigge      | Dödsstraff; omvandlat till livstids fängelse; frisläppt 1959 |
| Hans Lütje       | Dödsstraff; omvandlat till livstids fängelse; frisläppt 1957 |
| Erich Mamsch     | 10 års fängelse; frisläppt 1956                              |